# 田澤稲舟
田澤 稲舟（たざわ いなぶね、1874年（明治7年）12月28日 - 1896年（明治29年）9月10日）は、日本の小説家。山形県出身。本名は田澤錦（たざわ きん） 、夫は小説家の山田美妙。第二の樋口一葉と期待されたが、23歳で夭折した。

## 生涯
1874年（明治7年）山形県鶴岡市鶴岡五日町川端の、外科医の田澤清の長女として生まれる。田澤家は戦国武将前田利益の子孫と称していた。
文学好きで、新聞や雑誌に投書をしていたが、1891年（明治24年） 朝暘小学校高等科を卒業、上京して共立女子職業学校（後の共立女子大学）図画科に入学する。1892年に山田美妙が編集していた雑誌『以良都女』に投書したことがきっかけで、美妙編の新体詩集『青年唱歌集』第2巻に「小春日和」が掲載される。その後手紙のやり取りを経て翌1893年に恋愛関係におちいり、それを父に知られて鶴岡に連れ戻される。稲舟は美妙との手紙のやり取りを続けながら小説を執筆し、美妙の紹介により『文芸倶楽部』6月号に処女作「医学修行」を発表、樋口一葉に続く女流作家として評判となった。続いて12月号の閨秀小説号に「しろばら」を掲載、これは華族の息子が意に沿わない娘を直江津の旅館に誘い出しクロロホルムを嗅がせて犯すというもので、山田美妙に特有の残忍な効果に似たものがあり、影響を受けているものと見られたが、森鷗外や内田不知庵らからは非難を受け、また美妙の代作をほのめかす評もあった。1895年稲舟は再度上京し、美妙は鶴岡の両親に許可を得て、二人はこの12月に結婚した。
1896年には美妙との合作「峯の残月」を発表。しかしこの頃稲舟は胸を患い、また同居する気の強い義祖母と折り合わず、美妙の配慮で一時別居するが、遂に3月に郷里に帰った。6月には病床にありながら、美妙との別れの悔恨を述べた新体詩「月にうたふ懺悔の一ふし」を発表、また小説「小町湯」を発表するが、また不評を受ける。8月には肺炎になり、睡眠薬の飲み過ぎをしたことが、自殺未遂として新聞で報道された。また稲舟は、流行作家である男が子爵の令嬢と松島へ逃避し、それを新聞で攻撃されて二人で投身するという小説「五大堂」を執筆していたが、それを発表する前の9月に死去、山形県鶴岡市日吉町般若寺に葬られた。享年23。戒名は、浄徳院真如妙覚大姉。稲舟の死は美妙にも大きなスキャンダルとなり、文壇から放逐される結果となった。
1972年（昭和47年） 生家前の内川端に文学碑と銅像が建てられる。
高山樗牛は『帝国文学』の中で稲舟を樋口一葉と並ぶ作家と評価した。その樋口一葉とも交流があったようで、1895年の一葉の歌稿には「いな舟　かのぬし　稲ふね　かのぬし参られ候　田澤　田澤　田澤」と書き込みがある。

## 主な作品
- 「医学修業」
- 「しろばら」
- 「小町湯」
- 「峰の残月」
- 「片恋」
- 「忍び草」
- 「五大堂」
- 「唯我独尊」